# 홍가람
홍가람(1980년 4월 8일 ~ )은 대한민국의 희극 배우이다.

## 학력
- 서울예술대학 연극과

## 출연 작품

### 영화
- 《통키는 살아있다》 (2010년)

### 드라마
- 《마녀의 사랑》 (MBN, 2018년)
- 《초인시대》 (tvN, 2015년)

### 방송
- 《토요일은 즐거워》 (SBS)
- 《웃으면 복이와요》 (MBC)
- 《개그야》 (MBC)
- 《하땅사》 (MBC)
- 《웃고 또 웃고》 (MBC)
- 《개그공화국》 (MBN)
- 《코미디빅리그》 (tvN)
- 《토요일 톡리그》 (tvN)
- 《코미디에 빠지다》 (MBC)
- 《코미디의 길》 (MBC)
- 《웃음을 찾는 사람들》 (SBS)
  - 〈만수랑 무강이랑〉
  - 〈불편한 복남씨〉 의사 역
- 《일요일이 좋다:런닝맨》 (SBS)

### 뮤지컬
- 《풋루스 비트업》 (2010년) - 윌라드 역

## 수상
- 2013년 MBC 방송연예대상 코미디부문 남자 우수상